# 2014 dans le catholicisme
Chronologie du catholicisme
- 2010
- 2011
- 2012
- 2013
- 2014
- 2015
- 2016
- 2017
- 2018

Cet article présente les faits marquants de l'année 2014 dans le catholicisme.

## Évènements
- 22 février : consistoire pour la création de 19 cardinaux dont 16 électeurs.
- 3 avril : canonisation équipollente de José de Anchieta, François de Laval et Marie de l'Incarnation.
- 27 avril : canonisation des papes Jean XXIII et Jean-Paul II.
- 24 au 26 mai : pèlerinage du pape François en Terre Sainte, voyage apostolique en Israël, Palestine et Jordanie.
- 13 au 18 août : voyage apostolique du pape en Corée du Sud.
- 21 septembre : voyage apostolique du pape en Albanie.
- 5 octobre : ouverture du synode sur la famille.
- 19 octobre : béatification de Paul VI.
- 23 novembre : canonisation de Kuriakose Elias Chavara et de 5 autres bienheureux.
- 25 novembre : visite du pape aux institutions européennes de Strasbourg.
- 28 au 30 novembre : voyage apostolique du pape en Turquie.

## Décès

### Janvier
- 1er janvier : Michael Glennon, prêtre australien, condamné pour pédophilie (° 13 mai 1944)
- 12 janvier : Francis Deniau, prélat français, évêque de Nevers (° 3 octobre 1936)
- 14 janvier : Gustave Martelet, prêtre jésuite et théologien français (° 24 septembre 2016)
- 28 janvier : Georges Morand, prêtre, exorciste et essayiste français (° 23 janvier 1930)
- 30 janvier : Cornelius Pasichny, prélat canadien, évêque de Toronto des Ukrainiens(° 27 mars 1927)

### Février
- 6 février : Louis Prévoteau, prêtre français, fondateur de la "Madone des motards" (° 4 avril 1922)
- 7 février : Daniel J. Harrington, prêtre jésuite, enseignant et écrivain américain (° 19 juillet 1940)
- 9 février : Pius Suh Awa, prélat camerounais, évêque de Buéa (° 4 mai 1930)
- 11 février : Léon Hégelé, prélat français, évêque auxiliaire de Strasbourg et évêque titulaire d'Utique (de) (° 30 janvier 1925)
- 12 février : Jean-Louis Giasson, prélat canadien, missionnaire au Honduras, premier évêque de Yoro (° 7 décembre 1939)

### Mars
- 10 mars : Francesco De Nittis, prélat italien, diplomate du Saint-Siège et archevêque titulaire de Tunes (de) (° 26 février 1936)
- 12 mars : José da Cruz Policarpo, cardinal portugais, patriarche de Lisbonne (° 26 février 1936)
- 16 mars : Joseph Fan Zhongliang, prélat jésuite chinois, évêque clandestin, évêque de Shanghai (° 18 décembre 1918)

### Avril
- 7 avril : Frans van der Lugt, prêtre jésuite et missionnaire néerlandais assassiné en Syrie (° 10 avril 1938)
- 8 avril : Emmanuel III Karim Delly, cardinal irakien, patriarche de Babylone des Chaldéens (° 6 octobre 1927)
- 18 avril : Ramón Malla Call, prélat espagnol, évêque de Lérida, coprince d'Andorre par intérim (° 4 septembre 1922)
- 24 avril : Jean-Marie Sarron, prêtre français, aumônier national de la Fédération sportive et culturelle de France (° 2 août 1942)
- 28 avril : Michel Spanneut, prêtre, théologien et auteur français (° 6 novembre 1919)

### Mai
- 2 mai : Tomás Balduino, prélat et théologien de la libération brésilien, évêque de Goiás (° 31 décembre 1922)
- 12 mai : Marco Cé, cardinal italien, patriarche de Venise (° 8 juillet 1925)
- 18 mai : Jean-Noël Bezançon, prêtre, enseignant et auteur français (° 27 décembre 1936)
- 21 mai : Paul-Émile Charbonneau, prélat canadien, premier évêque de Hull (° 4 mai 1922)

### Juin
- 2 juin : Duraisamy Simon Lourdusamy, cardinal indien de la Curie (° 5 février 1924)
- 4 juin : Joseph Befe Ateba, prélat camerounais, évêque de Kribi (° 25 avril 1962)
- 9 juin : 
  - Bernard Agré, cardinal ivoirien, archevêque d'Abidjan (° 2 mars 1926)
  - Stuart Long, ancien boxeur et prêtre américain (° 26 juillet 1963)
  - Rose Marie Muraro, écrivaine et éditrice brésilienne, théologienne de la libération (° 11 novembre 1930)
- 30 juin : Álvaro Corcuera, prêtre mexicain, directeur général de la Légion du Christ (° 22 juillet 1957)

### Juillet
- 3 juillet : Guy Gaucher, prélat français, évêque auxiliaire de Bayeux et évêque titulaire de Rota (° 5 mars 1930)
- 27 juillet : 
  - Jean Baranton, prêtre, père blanc et missionnaire français au Burundi (° 16 mai 1924)
  - Francesco Marchisano, cardinal italien de la Curie, précédemment évêque titulaire puis archevêque titulaire de Populonia (de) (° 25 juin 1929)

### Août
- 3 août : Edward Bede Clancy, cardinal australien, archevêque de Sydney (° 13 décembre 1923)
- 8 août : Jean-Marie Charles-Roux, prêtre, résistant, diplomate et écrivain français (° 12 décembre 1914)
- 11 août : Raymond Gravel, prêtre et homme politique canadien (° 4 novembre 1952)
- 12 août : Pierino Gelmini, prêtre italien, engagé auprès des toxicomanes, renvoyé de l'état clérical pour des abus sexuels (° 20 janvier 1925)
- 20 août : 
  - Maurice Cordier, prêtre et résistant français (° 13 septembre 1920)
  - Edmund Casimir Szoka, cardinal américain de la Curie (° 14 septembre 1927)
- 25 août : Joseph Wu Shizhen, prélat chinois, archevêque de Nanchang (° 19 janvier 1921)

### Septembre
- 12 septembre : 
  - Joseph Abangite Gasi, prélat sud-soudanais, évêque de Tombura-Yambio (° 1er janvier 1928)
  - Herbert Vorgrimler, prêtre et théologien allemand (° 4 janvier 1929)
- 16 septembre : Claude Châtelain, prêtre et auteur français (° 19 janvier 1922)

### Octobre
- 3 octobre : Bernard Dupuy, prêtre dominicain français engagé dans le dialogue interreligieux (° 21 août 1925)
- 13 octobre : José Hernán Sánchez Porras, prélat vénézuélien, ordinaire militaire du Venezuela (° 31 mars 1944)
- 26 octobre : Manuel Revollo Crespo, prélat bolivien, évêque coadjuteur aux Armées de Bolivie (° 17 juin 1925)
- 28 octobre : Mansour Hobeika, prélat libanais de rite maronite, éparque de Zahlé (° 20 décembre 1941)

### Novembre
- 4 novembre : James Mwewa Spaita, prélat zambien, archevêque de Kasama (° 8 avril 1934)
- 8 novembre : Angelo Mottola, prélat italien, diplomate du Saint-Siège et archevêque titulaire de Cercina (de) (° 10 janvier 1935)
- 9 novembre : Juan Antonio Flores Santana, prélat dominicain, premier archevêque de Santiago de los Caballeros (° 3 juillet 1927)
- 11 novembre : Caetano Antônio Lima dos Santos, prélat brésilien, évêque d'Ilhéus, ayant renoncé au sacerdoce par amour (° 26 octobre 1916)
- 14 novembre : Henri Brincard, prélat français, évêque du Puy-en-Velay (° 18 novembre 1939)
- 18 novembre : Jacques Toussaert, prêtre, enseignant et auteur français (° 26 avril 1922)
- 19 novembre : 
  - Jeremiah Coffey, prélat australien d'origine irlandaise, évêque de Sale (° 1er janvier 1933)
  - Sebelio Peralta Álvarez, prélat paraguayen, évêque de San Lorenzo (° 19 septembre 1939)
- 22 novembre : 
  - Fiorenzo Angelini, cardinal italien de la Curie, précédemment évêque titulaire de Messène (de) (° 1er août 1916)
  - Karl Hillenbrand, prêtre allemand, vicaire général du diocèse de Wurtzbourg (° 8 juin 1950)
- 23 novembre : Joseph Lépine, prêtre, missionnaire au Maroc et écrivain français (° 1er juillet 1930)

### Décembre
- 9 décembre : Jorge María Mejía, cardinal argentin de la Curie, précédemment évêque puis archevêque titulaire d'Apollonie (de) (° 31 janvier 1923)
- 11 décembre : Georges Lagrange, prélat français, évêque de Gap (° 23 novembre 1929)
- 18 décembre : Claude Frikart, prélat français, évêque auxiliaire de Paris et évêque titulaire de Summula (° 5 mars 1922)
- 26 décembre : Giuseppe Pittau, prélat jésuite de la Curie, missionnaire au Japon (° 20 octobre 1928)